# メック (架空の兵器)
メック（Mech、バトルメック(BattleMech)の略）は、FASA社が1984年に発表したボードゲーム『バトルテック』(Battletech)、および派生製品であるBattleMechや『メックウォーリア』(MechWarrior)シリーズに登場する架空の人型兵器の総称である。「メック」とは和製英語の「メカ」を英語表記したものである。

## デザインの無断使用
ボードゲーム『バトルテック』の初期の版では日本のアニメのメカニックデザインを無許可流用していた。
『超時空要塞マクロス』からは、バトロイド形態のバルキリーがワスプ、スティンガー、フェニックス・ホーク、戦闘ポッド・グラージがマローダー、デストロイドであるトマホーク、ディフェンダー、スパルタン、ファランクスがそれぞれ、ウォーハンマー、ライフルマン、アーチャー、ロングボゥ、『太陽の牙ダグラム』のコンバットアーマーからは、ダグラムはシャドウホーク、ラウンドフェイサーはグリフィン、ブロックヘッドはウルヴァリーン、アイアンフットはサンダーボルト、ビッグフットはバトルマスターと名前を変えられメックとして登場していた。
ワスプ、スティンガー、フェニックスホークは宇宙でも使用可能な気圏戦闘機に変形することができる『Land-Air 'Mech』(LAM)のヴァリエーションもあるが、これもマクロス・シリーズ(ロボテック)からの露骨な盗用であり、後にすべて削除されることになる。各メックの特徴としてマローダーは重量級の重武装・重装甲な機体で長距離火力に優れ、シャドウホークは機動力と装甲が高く、どんな行動をしても一切発熱しないため極めて扱いやすいが、総合的な攻撃力が決定的に不足している初心者向けの機体、バトルマスターは機動力と長距離火力に劣るが凄まじい重装甲を誇り、圧倒的な近接火力を以て敵機を粉砕する基本セット中最強の機体に設定されている。

## デザインの傾向
アニメに登場するロボット兵器に比べ、総じて機械的で直線の多い無骨なデザインが特徴でレーザー、ミサイル、実体弾を発射するオートキャノン（Autocannon）やガウスライフル（Gauss Rifle）、粒子砲（Particle Projector Cannon）などを主兵装とする。また武器の弾薬も装備として扱われるほか、現用兵器と同じ思想に基き、装甲によってのみ敵の攻撃を防ぐ（バリア／フォース・フィールドの類いは登場しない（日本でおこなわれたリプレイで光学兵器に対してのみ存在する））。
また、ハチェットやソード(日本国をモチーフとする国家ドラコ連合の戦士が好むことから、一般的な形状は打刀のようである)と呼ばれる近接格闘武器も存在し、至近距離での格闘を行う事も可能である。およそ10m超の二足歩行形態を標準とするが、一部の機体の脚部はいわゆるチキン・レッグと呼ばれる逆関節仕様となっている。航空機のコックピットそのままの操縦席を胴部から前方に突き出し、手足を持ってチキンレッグで歩く様にはガウォークの強い影響を見て取ることができる。
軽量級の20トン級から強襲級の100トン級までのサイズのバリエーションがある。兵装の多くは機体内蔵式(大砲やミサイル類[ポッドに格納されている]は外付けが多い)で、腕部に至っては手指を取り除き、すべての火器をガンポッドに収めているデザインが非常に多い。ホバーによる高速移動やジャンプは可能だが飛行はできない。腕は専ら、兵装を取り付けるための可動式ガンポッドとして描かれ、長方形状のためコンピュータ・ゲームなどでは側面からの攻撃で破損され易い。腕が破損すると、その部分に搭載された兵器も破壊されてしまう。

## カスタマイズ
ゲームシステムによってはメックのカスタマイズが可能だが、フレームのサイズに応じて搭載機器の最大重量の上限が自動的に決定されている。
このフレームに装甲やエンジン（核融合炉）・兵器・兵器が消費する弾薬が積載され、また兵装やエンジンから発生する廃熱を外部に放出するための放熱器が取り付けられる。この廃熱をきちんと処理できないとオーバーヒートしてしまうため、放熱器とのバランスを考えて装甲・兵装を計画する必要がある。
その一方でPPCや火炎放射器・ナパーム弾などの高熱を相手に照射する（輻射熱で発射した側も熱を帯びる）兵器も存在し、安全温度を突破すると核融合炉が強制シャットダウンしてしまい、なおも熱処理が間に合わずに温度上昇を起こすと、積載火器の弾薬が自然発火したり核融合炉の暴走で自爆してしまう。
武器の種類は強弱だけではなく、その効果も種類によって様々で、また各々の兵器種類によって射程も設定されており、遠距離用のミサイルでは強力な追尾機能をそなえる物もある。（ボードゲームの場合、1ターンに1回しか射撃できないため、速射性は複数回命中効果、あるいは命中率および威力の向上として表現されている）

## バトルメックの概要
メックとは人間が乗り込んで操縦するロボットに付けられた名称で、最初期の頃は鉱山での採掘などの作業用の物が主流だった。その後、これらの産業メックを武装化する案が地球帝国で考案され、戦車に代わる陸戦兵器として製造されて「バトルメック」と呼称される。バトルメックは戦車を遥かに凌ぐ武装と装甲で覆われており、二足歩行で走行するなど高い走破性と機動力も有していた。また、ジャンプジェットを装着する事で最大で100m以上の高さまで上昇する事が可能である。こうした数々の特性を持つ事により、バトルメックは地上最強の兵器として君臨し、「戦場の覇者」と呼ばれるようになる。

## バトルメックの歴史

### バトルメックの誕生
西暦2439年、最初のバトルメック「マッキー」が製造され、西暦2443年に惑星「スティクス」でドラコ連合と地球帝国との間で行われた戦争で初めて実戦に投入される。この戦いでドラコ連合の戦車部隊は完敗し、以後の戦場の主流はバトルメックに移っていく。数年後、ライラ共和国の工作員がマッキーの製造法を奪取して以降は、各国でバトルメックが製造されるようになるが、それでも地球帝国の優位性が崩れる事はなかった。この傾向は星間連盟が結成されると更に強まり、最新のバトルメックはSLDF（星間連盟防衛軍）に最優先で配備された。しかし、星間連盟の結束と地球帝国の勢力に衰えが見え始めると、最新鋭機であってもSLDFに優先されなくなるようになり、地球帝国と周辺の国々の軍事バランスが崩れていく。

### 継承権戦争の破壊と技術の衰退
2766年に発生したステファン・アマリスの反乱と、その後に起きた内戦で星間連盟は崩壊し、2787年、連盟首長の座を巡る継承権戦争が勃発する。この際、戦時条約である「アレス条約」が破棄された事でNBC兵器の無差別投入などの暴挙が公然と実行され、数多くの星が荒廃した。また、バトルメックを製造する工場や修理施設、更にそれらを支える産業基盤が破壊された結果、新規のバトルメックの製造・開発を行う事が不可能となってしまう（完全に不可能になった訳ではなく、僅かに残った工場や研究所で細々と開発と製造が行われていた）。
こうした事情から、バトルメックは兵器でありながらパイロットの家系に代々伝えられる財産として見做されるようになり、パイロット達を「メック戦士」と呼ばれる特権階級に仕立て上げた。メック戦士は各継承武王に忠誠を誓い、バトルメックに乗り込んで敵と戦う事を義務付けられるのと引き換えに爵位や領地を与えられ、様々な特権を享受するようになる。しかし、戦場でバトルメックを破壊されたり、奪われたりするとこれらの特権は全て剥奪されてしまい、「失機者」と呼ばれて蔑まれるようになる。この為、失機者たちは新しいバトルメックを手に入れる為に危険な任務に率先して志願するが、大半は任務に失敗して命を落とすか、歩兵や整備兵などの補助的な地位に留まったまま生涯を送る。なお、「失機者」の設定は面白いものではあったが、長期キャンペーンではプレイヤーを戦闘に消極的にするという悪弊があり、勝ち戦での損失にも補償が無く、本来は英雄的である自己犠牲すら恥辱なるという理不尽さもあったおかげで、後の版では無視されている。

### グレイデス・メモリーコアの発見
3028年、傭兵部隊のグレイ・デス軍団が惑星「ヘルム」の要塞跡で、星間連盟時代のバトルメック格納庫を発見した。格納庫の状態は良好で、内部には多数のバトルメックが眠っていた。だが、それ以上に大きな発見だったのが、星間連盟時代の技術情報が詰まった記憶媒体の発見であった。発見者のグレイソンは無償で記憶媒体の情報を中心領域各地の勢力に提供し、この記憶媒体は「グレイデス・メモリーコア」と呼ばれるようになる。このメモリーコアの研究により、中心領域では技術の復興が起こり、新規のメック工場の建設や産業メックの復活、航宙船の新造などが行われるようになる。また、継承権戦争で培われた戦訓や経験、教訓を元にした新型メックの開発も行われ、バトルメックの数と種類は飛躍的に増大した。

### オムニメックの出現
3050年に中心領域に侵攻してきた氏族は、中心領域のバトルメックとは全く異なるメックを使用していた。彼らが使用するメックは「オムニメック」と呼ばれ、氏族のメック戦士の力量と相まって圧倒的な戦闘力を発揮し、その能力の前に中心領域のバトルメックは敗北を重ねる。しかし、氏族との戦いが進むにつれて徐々にオムニメックの能力が解析されていき、更に氏族が名誉に拘るあまりに柔軟性を欠いた戦術しか行わない事などが明らかになると中心領域のメック戦士は反撃し、次々とオムニメックを撃破していった。最終的に氏族の侵攻は3052年の「ツカイードの戦い」で頓挫し、3060年に惑星「ハントレス」と「ストラナメクティ」を征圧された事で幕を閉じる。一方、氏族の優れた技術は中心領域のバトルメックに大きな革命を起こし、従来のバトルメックは新技術の投入で次々とアップグレードされていき、中心領域でもオムニメックが開発される。

### “聖戦”、そして「ダークエイジ」へ
しかし、技術の復興や氏族の技術導入が行われても、継承権戦争の傷跡は容易に回復されるものではなかった。それどころか、氏族の侵攻は幾つかの惑星を更なる荒廃に追い込んでしまっていた。そして、3067年、ワード・オブ・ブレイクによって破滅的な“聖戦”が引き起こされる。この戦争では再びNBC兵器の無差別投入が実行され、継承権戦争で荒廃していた中心領域に壊滅的なダメージを与えた。狂信的なワード・オブ・ブレイクが通り過ぎた跡には廃墟のみが残され、復興の光明が見えていた惑星が次々と死の世界に変えられた。この狂気の時代は、3081年にワード・オブ・ブレイクの本拠地である惑星「ギブスン」が核攻撃で破壊され（衛星軌道上から惑星全土に数千発の核兵器が撃ち込まれた）、デヴリン・ストーンの手でスフィア共和国が建国された事で終結する。
“聖戦”は中心領域に「平和」という言葉を思い起こさせ、バトルメックは人々に戦争の恐怖を植えつけた。中心領域の復興の為に産業メックが大量に製造される一方、バトルメックは解体されていき、その数は最盛期の半数以下にまで減らされた。このままバトルメックは姿を消すと思われたが、3122年に恒星間通信が全て途絶した事を切っ掛けに再び戦乱の時代が始まり、武装化された産業メックと共にバトルメックも戦場に戻ってきた。

## メックの構造
メックは擬似骨格と呼ばれる金属製のフレームに、マイアマー（擬似筋肉）やエンジンなどの各種パーツを取り付けていく事で構成される。武装の有無を除けば、産業メックもバトルメックも基本的な構造は同じで、パーツには互換性を持ったものも存在する。
擬似骨格
メックの内部フレームを形成する人工骨格で、発泡アルミニウムと炭化ケイ素単繊維の芯を、チタニウム鋼の外郭で覆っている。人間の骨格に似た形状をしているが、いくつかの箇所は一体化しているので人間の骨程の柔軟性は持たない。メックの重量に併せて製造されるので、メックの重量が増える程、重く強靭な骨格となる。星間連盟時代にはエンドウ・スチールと呼ばれる軽く強靭な金属が開発されたが、通常のフレームよりかさ張る（ルール上では、装備部位が増える）欠点がある。
マイアマー（擬似筋肉）
メックの機動を司る人工筋肉。電気反応で収縮するポリマー繊維で作られており、旧来のモーターやアクチュエーター以上の柔軟性と耐久性をメックに与える。この擬似筋肉に駆動装置を組み込む事で、メックは人間に近い動きを行う事が可能となる。しかし、ポリマー繊維を採用している為に熱に弱く、メックの廃熱が追いつかないと動きが鈍くなってしまう。また、上記の擬似骨格と共に医療分野にも応用されており、星間連盟時代には精巧な義手や義足を製造する事が出来た。
装甲
メックの防御を担うパーツ。敵の攻撃を防ぐ唯一の装備で、ある意味、武器以上に重要な装備である。整列結晶鋼で作られた上部装甲と、ダイヤモンド繊維を織り込んだボラゾンで構成された下部装甲の二重装甲になっており、厚さは数cm程度だが高密度に圧縮されているので、装甲版1枚あたりの重量は500kgにもなる。下部装甲はマイアマーの上に直接貼り付けて装着され、その上から上部装甲が被さるように装着され、メックの外観を作っている。星間連盟時代にはフェロ・ファイバーと呼ばれる軽い装甲が開発されるも、エンドウ・スチールと同様の欠点がある。
エンジン
メックのエンジンは核融合炉が採用されており、武器を稼動させるエネルギーやマイアマーを動かす電力を供給している。しかし、核融合炉の構造上、大量の放射線や熱を発生させてしまう為、エンジンブロックは厳重な放射線遮蔽や熱遮蔽が施されている。
放熱機
メック内部に溜まった熱を放出する装置。メックはエンジン自体に放熱装置が施されているが、大量の武器を使用するバトルメックでは廃熱が追いつかない事が多い為、一部の機体を除けば追加の放熱機が装備される。放熱機が水に浸かると放熱量が倍になる事から、浅瀬でも水に浸かるようにと、主に脚に装備される。
ジャイロ、生命維持装置、センサー類
地味だがメックを稼動させるのに必要な装置類。ジャイロはメックのバランスを司り、これが破壊されるとメックは立ち上がる事が不可能になる。生命維持装置はパイロットを放射線や危険な大気から守る働きを持ち、生命維持装置へのダメージは、場所によってはパイロットの命に関わる。センサー類はメックの目と耳の役割を持ち、パイロットに外部の情報をすばやく伝達する。

## バトルメックの武装
バトルメックの武器はレーザーや粒子ビームに代表されるエネルギー兵器と、マシンガンやミサイルなどの実弾兵器、ハチェットなどの格闘武器に分けられる。実弾兵器は発熱が低く、種類によっては一撃必殺が狙える程の高威力を持つものが存在するが、重くかさ張る上に、弾薬に直撃されるとメックが一撃で破壊される危険性がある。エネルギー兵器は一撃の威力はそこそこで重量も軽く、弾薬誘爆の危険も無いが、発熱量が高いという欠点がある。格闘武器は一撃必殺級の威力があり、発熱もしないが、敵に接近する必要がある。
レーザー
射程と威力で4種類、発射速度で2種類あり再発射までチャージに多少時間が掛かる高出力レーザーと、低出力レーザーを凄まじい発射速度で撒き散らして面制圧を行うパルスレーザーがある。高出力レーザーは主として中距離火器として用いられ、発熱と威力のバランスがとれた扱いやすい火器である。対してパルスレーザーは凄まじい連射性に由来する極めて高い命中率を有するが、発熱が大きくまた射程が短いなどの不利益もあり、重量も在るため積載量が限られ、瞬間打撃力に劣る。ただ残弾を気にしなくて良く、命中率が極めて高く、確実な損害を敵に与えることができるため、近接防御火器としては非常に優秀である。
オートキャノン
バースト射撃を行える滑腔砲である。発熱が少なく連射性も極めて高いが積載弾薬に限りがあり、弾切れを起こしやすい。また重量や積載に必要な容積も大きく、軽量メックに搭載は向かない。射程は口径が小さいと長く、大きいと短くなるが、小口径タイプは火力に欠ける為に搭載する意味がほとんど無い。最大口径のものは最強の破壊力を持っており、一撃必殺を狙える。速射性を高めたウルトラ・オートキャノンは、単位時間当たりの射撃弾数が2倍のため、ほぼ倍の威力を誇るが発熱も消費弾数も倍となる。別の見地から発展したLB-Xオートキャノン(ルクソール弾丸X型速射滑腔砲)は通常の徹甲榴弾とクラスター弾の撃ち分けができ、発熱を抑えわずかに軽量化した扱いやすい重火器となっている。
ガウスライフル
いわゆる電磁レールガンである。圧倒的な威力と長距離ミサイル以上の射程を持つが、極めて重く積載量も大きいため、軽量メックへの搭載はほぼ不可能である(50トン級以上の中量メックならば、他の火器ほぼすべてを犠牲にすることで1門だけなんとか搭載可能)。超長距離から敵機を撃破するには最適の重火器。重量と積載量が最大の欠点だが、発熱が無いと同じのため、反対の性能を有する粒子砲(軽量、高発熱)との相性が最高であり、この2つを組み合わせることで圧倒的な長距離火力を得ることができる。電磁気力で弾丸を加速させる仕組みのため炸薬が必要なく、弾薬に直撃しても誘爆の危険性が無いが、本体に直撃された時は弾薬誘爆と同等のダメージを受けるので、危険性は他の実弾兵器と変わらない。星間連盟時代の優れた技術が無いと製造出来ない為、3025年当時では使用出来ない。
マシンガン
実弾系最弱という打撃力・有効射程を持つ兵装だが、反面容積や重量が小さく、また弾薬積載量も稼げる事から、コンピュータ・ゲーム版などではこれを大量に積載した軽量級メックで素早く重量級メック側面に取り付き、瞬時に脚部を打ち砕いて行動不能を誘うという戦術を取る事も可能である。原作であるボードゲームの場合、発熱が全くないため近距離での連射に向き、1門1門の効果は小さいが、大量に搭載することで強力な近接防御火器となる。弾薬も搭載量を喰わないため誘爆する危険性は大型火器よりは小さいのも利点である。
ミサイル
遠距離用と短距離用の2種類が在る。誘導兵器であり、全身に5点(長距離ミサイル)ないし2点区切り(短距離ミサイル)で複数回命中し、全身に万遍なく損害を与えることができる。コンピュータ・ゲーム版などでは多少外しても近接爆発によりダメージを与えうる。遠距離ミサイルでは誘導効果と近接爆発に伴うボーナス効果が大きめに設定されている。ただこの近接爆発だが、至近距離で発射した場合には、自分自身もダメージを食らうというオマケ付である。遠距離ミサイルは打撃力が大きく、また一度ロックオンした相手なら曲射も可能なため便利が良い兵器である。反面弾薬が誘爆しやすいため、一歩間違えると自爆兵器となってしまいやすい。また飛行中のミサイル兵器は当たり判定を持つため、発射直後のミサイルを打ち落とされると、ミサイルポッド全体が吹っ飛ぶ事もある。
ナパームミサイル(インフェルノ弾頭)
ミサイルの中でも短距離ミサイルに分類されるが、直撃しても直接的なダメージは小さい。しかし着弾後の燃焼中はメックの温度上昇を招き、舐めてかかるとジワジワとダメージが蓄積する恐るべき兵器である。軽量であるため軽量メックに積載される他、歩兵が対メック用に使用する事も多い。中心領域では広く使用されるが、氏族社会では卑劣な戦法として忌み嫌われている。
粒子砲(PPC)
電磁粒子加速器によってイオン流および高エネルギー陽子を超高速で投射し、高熱と衝撃を同時に与える重火器である。粒子砲は超遠距離射撃に最適だが、発射時にかなりの輻射熱が発生する事から連射性はかなり悪い（よほど放熱に注意を払っているメック以外では、複数の粒子砲を2～3発連続で発射しただけで融合炉シャットダウンの危険がある）が、相手に与えるダメージはガウスライフルに次ぐほど強力で、その連続射撃はドロップシップすら沈めるほどである。他の重火器と比べると本体重量はかなり軽量だが、効率的に運用するためには多量の放熱器を搭載しなければならないため、2門より多く搭載すると、膨大な放熱器の搭載を余儀なくされ、重量対効果が極端に悪くなる。MechWarrior2では何故かかなりの低速で発射されるため、メック同士の戦闘では躱され易く、偏差射撃を行うか、故意に敵の足下に着弾させ、プラズマ火球を炸裂させて近接爆発に敵を巻き込むなどのこつが必要な火器である。このため通常は起動前のメックを超々長距離精密射撃で沈黙させたり、施設破壊に利用される。他のシリーズ作品やボードゲーム版では発射速度が極めて速く(レーザーの次に速い)、発熱を除けば優秀な兵器と言える。
火炎放射器
プラズマを放射する超高温の火焔放射器で、相手に強烈な発熱を与える。射程が短く、発熱も大きいが、これを4門以上装備して敵に密着することができれば、追加放熱器を一切持たないメックは中型レーザーなどの小火器を1門～2門発射しただけでペナルティを被ることになり、粒子砲などの重火器を撃とうものなら、かなりの不利益を覚悟しなければならない。火炎放射器を高速メックに大量搭載し、近接戦闘で鈍重な大型メックを攻撃することで重量差を覆す可能性がある。特にミサイルやオートキャノンの弾薬を大量搭載し、廃熱に問題のあるメックに対しては、絶大な効果を誇る。どんどん熱を蓄積させて行動を制限し、尚且つ弾薬誘爆を狙うことで、相手に致命的損害を与えることができるのだ。
パンチ、キック、踏み潰し（D･F･A）
メックも格闘を行うことが出来る。特にキックは「メック戦闘の基本は敵の足を蹴って折る」とグループSNEのリプレイや解説書に書かれている（『バトルテック』の頁にある「1.2.1.3 部位の概念」も参照）。パンチはダメージこそ低いものの、コックピットが有る頭部に命中する確率が高い為、一発逆転を狙って使われることが多い（キックは下半身に、パンチは上半身に攻撃が集中する）。至近距離でしか使えないが、どちらも発熱は無く廃熱に気を使う事なく使用出来るのも利点である。踏み潰し（D･F･A）はジャンプして敵を踏み潰すものであり、ジャンプジェットを装備していないと使うことさえ出来ない（例外として崖からの飛び降り）。ダメージは機体の重量に比例して上昇するが、命中率は最悪でスキも大きい為、完全な博打技である。さらにジャンプジェットを使用するので発熱する他、敵に命中した時は脚部にダメージを負ってしまう。一方で文字通りの必殺技になる為、D･F･Aの使用を前提に開発された強襲級メックが存在する。
ハチェット、ソード、メイス
メックに装備される近接格闘戦用兵器。格闘戦でより強力なダメージを与える事が可能となる。あらゆる兵器の中で唯一熱が発生しない兵器でもあり、至近距離でしか使えないとは言え、性能はそれを補ってあまりある。特にコクピットがある頭部に命中すれば文字通り一撃で沈める事が可能。だが、パンチやキックと違い攻撃は全身に散らばるため、頭部に命中する確率は火器と変わらない。
高速振動剣
人間用の格闘武器をメックサイズに拡大させたもの。元々はグループSNEのリプレイで設定されたオリジナル武器だったが、最新版のルールで設定された。使用時には発熱するが、破壊力はハチェットを遥かに凌ぎ、どこに命中しても一撃必殺を狙える。
チェーンソー、回転鋸など。
「メックウォーリアー・ダークエイジ」で設定された格闘武器。作業用メックの腕に装着されていたものを武器として転用した。